# Afemais
Els Afemais, també Afenmai són un poble que viu a la part del nord de l'estat d'Edo a Nigèria.
Els afemais ocupen sis àrees de govern local de l'estat: Etsako West, amb seu a Auchi, Etsako Central, Etsako East, Owan East, Owan West i Akoko Edo. Junts formen el Districte Senatorial Edo-North.

## Nom
Els afemai o afenmais són coneguts també com a etsakos (estakor) i com a iyekhees (yekhee). A Benín, se'ls anomena ivbiosakons.

## Història
Afemai és una regió integrada per diversos caps i clans (els pobles grans eren governats tradicionalment per reis purament locals, més propers a caps) i molts d'ells semblen tenir les seves pròpies versions orals de l'origen dels afemai així com el seu propi punt de començant dins de la història. Els relats històrics diuen que van emigrar de Benín, durant el govern tirànic de l'Oba Ewuare, qui era el llegendari gran guerrer i el més excepcional rei en la història d'Imperi de Benín. El títol Ewuare (Oworuare), significa "és fresc" o "el problema ha acabat". El títol simbolitza de fet una època de reconciliació, reconstrucció i de retorn de pau entre les faccions enfrontades a Benín entre els anys 1435 i 1440.
Fou poc després d'aquest període crític de guerra que Akalaka i els seus dos fills Ekpeye i Ogba va emigrar més enllà cap al sud-est i primer es van establir a Ula-Ubie, i subsegüentment altres grups va deixar la Ciutat de Benín i va emigrar al nord. Tanmateix, recentment s'ha sabut clarament que ja hi havia persones vivint al que fou el país Afemai, abans de la migració procedent de la Ciutat de Benín. les poblacions d'Afemai van pagar tribut a Benín i restaven nominal part d'aquest regne a l'establiment del poder britànic al final del segle xix.

## Govern
Els afemais no van tenir un governant tradicional central i únic, però alguns dels caps tradicionals prominents que van governar foren l' Okumagbe de Weppa Wanno (Agenebode), l'Ogieneni de Uzairue (Jattu), l'Aidonogie de Ibie South, l'Otaru d' Auchi, l'Oba d'Agbede, l'Otaru d' Igarra, l'Oliola d'Anegbette, l'Okumagbe de Iuleha, entre d'altres. El país Afemai ha produït moltes personalitats il·lustres a nivell nacional i internacionals.
Alguns de les ciutats més importants/clans del país Afemai són Agenebode (Weppa-Wanno), Weppa,Oshiolo,Emokwemhe Iviagbapue, Auchi, Afuze, Warrake, Iviukwe, Ibie South, Agbede, Sabongida Ora, Igarra, Ekperi, Jattu, Fugar, Aviele, Okpella, Iviukhua, Ososo, Uzanu, Uzebba, Iviukhua, Weppa, Okpella, Okpekpe, Somorika i altres